# Монторзао
Монторзао (итал. Montorsaio) је насеље у Италији у округу Гросето, региону Тоскана.
Према процени из 2011. у насељу је живело 167 становника. Насеље се налази на надморској висини од 357 м.